# ریکاردو سیلوا
ریکاردو سیلوا (انگلیسی: Ricardo Silva؛ زادهٔ ۹ مهٔ ۱۹۹۹) بازیکن فوتبال اهل پرتغال است که در حال حاضر برای تیم دوم باشگاه فوتبال پورتو به میدان می‌رود.
وی همچنین در تیم‌های ملی فوتبال زیر ۱۹ سال پرتغال و زیر ۲۰ سال پرتغال بازی کرده‌است.

## دوران حرفه‌ای
سیلوا در باشگاه فوتبال پورتو رشد کرد. او اولین بازی خود در لیگ پرو را برای باشگاه فوتبال پورتو B در ۱۹ آوریل ۲۰۱۹ در باخت ۲ بر ۱ مقابل اسپورتینگ کویلیا انجام داد. در ۱۸ اوت، او در خانه مقابل وارزیم از بازی اخراج شد. پس از اخراج ریکاردو سیلوا، فرانسیسکو میکسدو، دروازه‌بان ذخیره، به‌عنوان بازیکن تعویضی در دقیقه ۶۹ به جای رودریگو والنته، هافبک تیم، وارد میدان شد.